# Attentat de New York du 17 septembre 2016
L'attentat de New York du 17 septembre 2016 a lieu dans le quartier Chelsea et fait 29 blessés dont 1 grave.

## Déroulement
La déflagration se produit au 135 de la 23e rue Ouest,,, entre les 6e et 7e Avenue, peu après 20 h 30 UTC−04:00. L'explosion est le résultat de la détonation d'un engin explosif improvisé placé dans un conteneur à déchets sur le trottoir. Elle fait voler en éclats les fenêtres d'un brownstone de cinq étages et envoie des débris dans la rue, ainsi que devant l'église Saint-Vincent-de-Paul. La police découvre un second engin à quatre rues de l'endroit de l'explosion, soit un autocuiseur attaché à un téléphone mobile, déposé sur la 27e rue Ouest. Un troisième engin suspect est découvert durant la nuit sur la 28e rue, à la hauteur de la 5e Avenue. 
Des vingt-neuf personnes blessées, aucune n'est dans un état où sa vie est menacée, et vingt-quatre sont hospitalisées, dont une dans un état sérieux.
Dans les heures qui suivent l'événement, le maire de New York Bill de Blasio décrit l'explosion comme « un acte intentionnel » mais affirme au même moment qu'elle n'a aucun lien avec le terrorisme,, ce qui sera démenti par la suite. Le maire écarte aussi la possibilité que cette explosion soit liée à celle d'un autre engin improvisé, qui a retenti à 9 h 30 le matin même, quelque onze heures plus tôt, dans une poubelle en marge d'une course caritative de cinq kilomètres organisée par les Marines à Seaside Park, une station balnéaire du New Jersey.

## Recherche d'Ahmad Khan Rahami

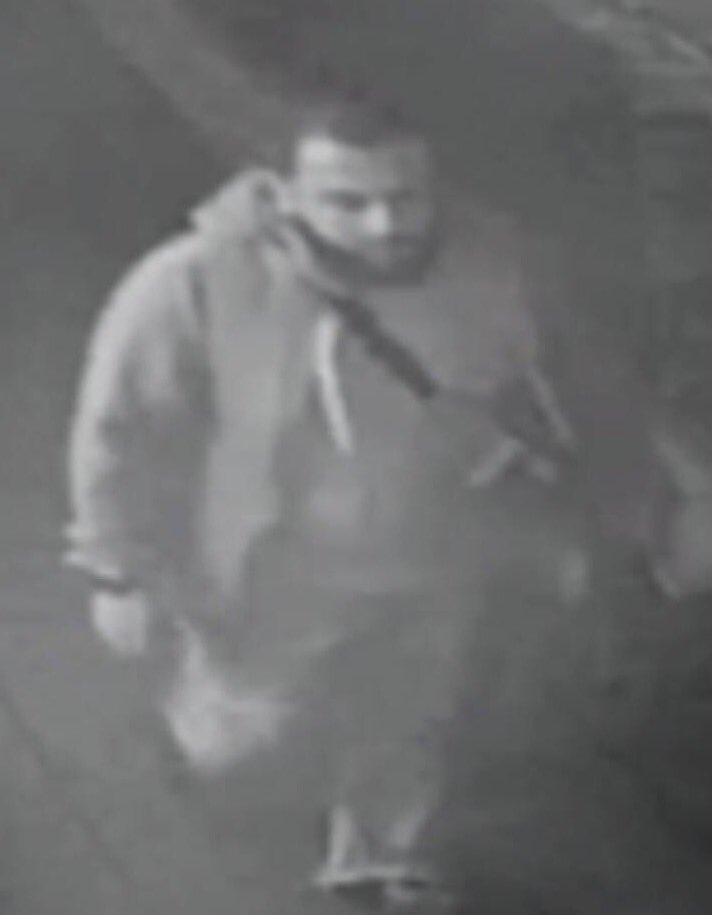
Image de surveillance vidéo d'Ahmad Khan Rahami.

La piste terroriste, avec des connexions internationales, est évoquée dès le 19 septembre. Le premier suspect recherché par le FBI est Ahmad Khan Rahami, un citoyen américain né le 23 janvier 1988 en Afghanistan. Il est arrêté le jour même, blessé après une fusillade avec la police.